# Bamian (miasto)

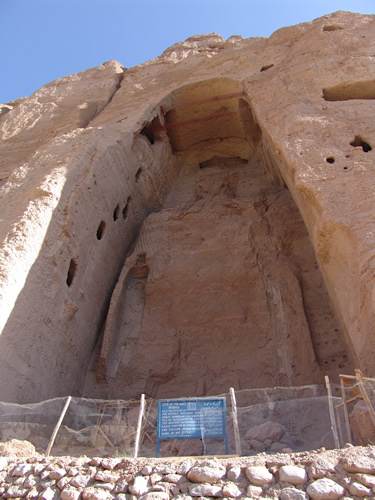
Niecka po zniszczonym posągu Buddy

Bamian (pers. ‏بامیا‎ Bâmyân) – miasto w środkowym Afganistanie, w górach Hindukusz, u podnóży masywu Baba (na wysokości 2545 m n.p.m.), nad rzeką Bamian (dorzecze Amu-darii). Miasto w 2021 roku liczyło prawie 97 tys. mieszkańców. Jest ośrodkiem administracyjnym prowincji Bamian oraz centrum handlowym regionu rolniczego (na nawadnianych polach uprawiane są zboża, ziemniaki i drzewa owocowe).
Dolina rzeki Bamian znana jest z pozostałości wielowiekowego kultu buddyjskiego, szczególnie z kompleksu świątyń wykutych w skale w okresie od I do VIII wieku, gdzie wykuto olbrzymie posągi Buddy, zniszczone przez talibów w 2001 roku.

## Geografia
Bamian leży 130 km na północny zachód od Kabulu. Zlokalizowane jest w górach Hindukusz na wysokości 2590 m n.p.m.), w dolinie o długości 50 km i szerokości 15 km – depresji tektonicznej na wysokości 2500–3000 m n.p.m., ograniczonej od południa i wschodu masywem Koh-e Baba (5135 m n.p.m.). Przez dolinę i miasto przepływa rzeka Bamian. Bamian jest centrum administracyjnym prowincji Bamian oraz centrum handlowym regionu rolniczego – na nawadnianych polach doliny uprawiane są zboża, lucerna, ziemniaki oraz drzewa owocowe, np. jabłonie i morele.

### Klimat
Klimat w dolinie ma charakter górski kontynentalny z suchymi latami i długimi, ciężkimi zimami.
| Miesiąc                                                     | Sty   | Lut   | Mar   | Kwi   | Maj  | Cze   | Lip   | Sie   | Wrz   | Paź   | Lis   | Gru   | Roczna |
| ----------------------------------------------------------- | ----- | ----- | ----- | ----- | ---- | ----- | ----- | ----- | ----- | ----- | ----- | ----- | ------ |
| Rekordy maksymalnej temperatury [°C]                        | 12.0  | 12.5  | 20.6  | 28.7  | 29.4 | 31.2  | 33.2  | 32.2  | 31.4  | 26.2  | 20.6  | 13.0  | 24,3   |
| Średnie temperatury w dzień [°C]                            | 1.0   | 2.0   | 7.9   | 15.6  | 19.9 | 24.1  | 26.3  | 26.1  | 22.9  | 17.4  | 11.0  | 5.1   | 14,9   |
| Średnie dobowe temperatury [°C]                             | -6.4  | -4.8  | 1.4   | 8.6   | 12.4 | 16.3  | 18.4  | 17.4  | 12.8  | 7.8   | 1.6   | -2.8  | 6,9    |
| Średnie temperatury w nocy [°C]                             | -12.1 | -10.5 | -3.8  | 2.9   | 5.7  | 8.5   | 10.0  | 8.8   | 4.2   | 0.0   | -4.9  | -8.6  | 0,0    |
| Rekordy minimalnej temperatury [°C]                         | −30.5 | -28.4 | −21.2 | -6.5  | -2.5 | 0.6   | 5.4   | 3.0   | -2.6  | -7.9  | −14.5 | −25.0 | −10,8  |
| Opady [mm]                                                  | 8.3   | 15.7  | 27.4  | 29.8  | 26.0 | 5.7   | 1.0   | 0.0   | 3.1   | 4.2   | 7.5   | 4.3   | 133,0  |
| Średnia liczba dni śnieżnych                                | 5     | 7     | 6     | 2     | 0    | 0     | 0     | 0     | 0     | 0     | 1     | 3     | 24     |
| Średnia liczba dni z opadami                                | 0     | 0     | 2     | 7     | 6    | 1     | 1     | 0     | 0     | 2     | 2     | 0     | 21     |
| Średnie usłonecznienie [h]                                  | 196.7 | 174.6 | 210.7 | 239.4 |      | 356.9 | 372.9 | 357.8 | 325.3 | 276.7 | 245.5 | 198.0 | 2983,1 |
| Źródło: Hong Kong Observatory, NOAA (1960–1983) 7 maja 2017 |       |       |       |       |      |       |       |       |       |       |       |       |        |

## Historia
Początki osadnictwa w dolinie rzeki Bamian sięgają III w. p.n.e. Miasto wyrosło na szlaku handlowym łączącym Baktrię z Kabulem i północno-zachodnimi Indiami.
Rozwój doliny rzeki Bamian zapoczątkował w drugiej połowie I wieku władca plemienia Kuszanów Kaniszka. Król ten był protektorem buddyzmu oraz opiekunem nauki i sztuki, za jego panowania powstały pierwsze świątynie buddyjskie w dolinie. Za panowania Kuszanów dolina stała się prężnym ośrodkiem buddyzmu i centrum klasztornym. W IV–V w. wykuto w zboczach Bamian dwa ogromne posągi Buddy o wysokości 53 i 40 m. Nowe świątynie i klasztory buddyjskie zakładano do VIII wieku – w skale wykuto ponad 1000 cel mnichów buddyjskich (mieszkało tu ich ponad tysiąc w dziesięciu klasztorach) i dużych pomieszczeń obrzędowych. Umieszczano w nich liczne malowidła ścienne i rzeźby. Buddyjskie budowle sakralne powstawały także w sąsiedniej dolinie rzeki Kakrak.
Bamian po raz pierwszy jest wzmiankowany w źródłach chińskich z V w. Miasto odwiedzali chińscy podróżnicy, m.in. mnisi buddyjscy Faxian (337–422) ok. roku 400 i Xuanzang (602–664) w roku 630. Xuanzang sporządził opis miasta, jego budowli oraz życia jego mieszkańców.
W VII w. miastem rządzili książęta, najprawdopodobniej heftaliccy. W VIII w. władcy przeszli na islam. W 871 roku miasto zajął safarydzki władca Jakub Ibn Lajs as-Saffar (840–879). Miasto przechodziło z rąk do rąk, a w końcu zostało zniszczone w 1221 roku przez Czyngis-chana i nigdy nie odzyskało dawnej świetności.
W 1840 roku, pod Bamian rozegrała się jedna z bitew I wojny brytyjsko-afgańskiej. W latach 1922–1930 zabytki archeologiczne Bamian badali członkowie francuskiej ekspedycji Délégation Archéologique Française en Afghanistan (DAFA). W 1964 roku Bamian zostało centrum administracyjnym prowincji Bamian.

## Posągi Buddy
W IV–V w. wykuto w zboczach Bamian dwa ogromne posągi Buddy o wysokości 53 i ok. 40 m. W okresie swojej świetności posągi były pokryte tynkiem i pomalowane. Opisane zostały przez chińskiego mnicha Xuanzanga, który wspominał o ich bogatych dekoracjach ze złota i kamieni szlachetnych. Opisany przez Xuanzanga trzeci posąg, który miał mieć gigantyczną długość 300 m nie został jeszcze odnaleziony. W 2008 roku odkryto natomiast mocno zniszczony posąg leżącego Buddy z III w. o długości 15 m.
W marcu 2001 roku rządzący Afganistanem talibowie zniszczyli za pomocą ognia artyleryjskiego oraz środków wybuchowych dwa największe posągi Buddy (53- i 40-metrowy), gdyż uznali ich istnienie za sprzeczne z zasadami islamu. Przeciw tej decyzji protestowało wiele krajów, w tym także islamskich. Nie zapobiegła jej nawet osobista interwencja Kofi Annana. Zburzenie zabytkowych posągów wywołało falę oburzenia na całym świecie.
W 2003 roku krajobraz kulturowy i zabytki archeologiczne w dolinie rzeki Bamian wpisano na listę światowego dziedzictwa UNESCO.